# Actidium
Genre
Synonymes
- Actella Motschulsky, 1869[1]
- Ptenidula Deane, 1932[1]

Actidium est un genre de coléoptères de la famille des Ptiliidae. 

## Systématique
Le genre Actidium a été créé par Matthews (d) en 1868.
Ne pas le confondre avec le genre Actidium Fr., 1815, un genre de champignons de la classe des Dothideomycetes.

## Liste d'espèces
Selon BioLib (26 février 2021) :
- Actidium aterrimum (Motschulsky, 1845)
- Actidium boudieri (Allibert, 1844)
- Actidium coarctatum (Haliday, 1855)
- Actidium kraatzi Flach, 1889
- Actidium producta (Deane, 1932)
- Actidium reitteri Flach, 1887
- Actidium reticulatum Besuchet, 1971
- Actidium variolatum Flach, 1887

## Publication originale
- (en) Andrew Matthews, « On some species of Trichopterygia new to the British list », Entomologist's monthly magazine, Oxford, vol. 5,‎ 1868, p. 9-13 (ISSN 0013-8908, lire en ligne, consulté le 26 février 2021).